# 1989 في العراق
القوائم التالية للأحداث التي حدثت خلال عام 1989 في الجمهورية العراقية.

## في المنصب
- الرئيس: صدام حسين
- رئيس الوزراء: صدام حسين

## سياسة
- الانتخابات البرلمانية العراقية 1989
- قرار مجلس الأمن التابع للأمم المتحدة رقم 631
- قرار مجلس الأمن التابع للأمم المتحدة رقم 642

## رياضة
- الدوري العراقي الممتاز 1989–90
- كأس الصداقة والسلام 1989
- كأس العراق 1989–90

## تأسيسات
- الجامعة العراقية
- قوس النصر
- متحف أربيل الحضاري
- متحف البريد العراقي

## مواليد
- برواز حسين
- حمادي أحمد
- صابرين كاظم
- عبير الهاشم
- علي مطشر
- عمر بركان الغلا
- قائد سدير
- كاروخ سيندي
- كرار محمد محيسن
- مثنى خالد
- محمد الحماد
- محمد عبد الزهرة
- مصطفى قصي صدام حسين
- ميران خسرو
- نديم كريم المقصوصي

## وفيات
- إسماعيل العارف
- بولس الثاني شيخو
- دلشاد مريواني
- عدنان خير الله
- فالح أكرم فهمي
- محمد سلمان حسن
- مصطفى عزيز محمود
- ميشيل عفلق